# Gai Qi

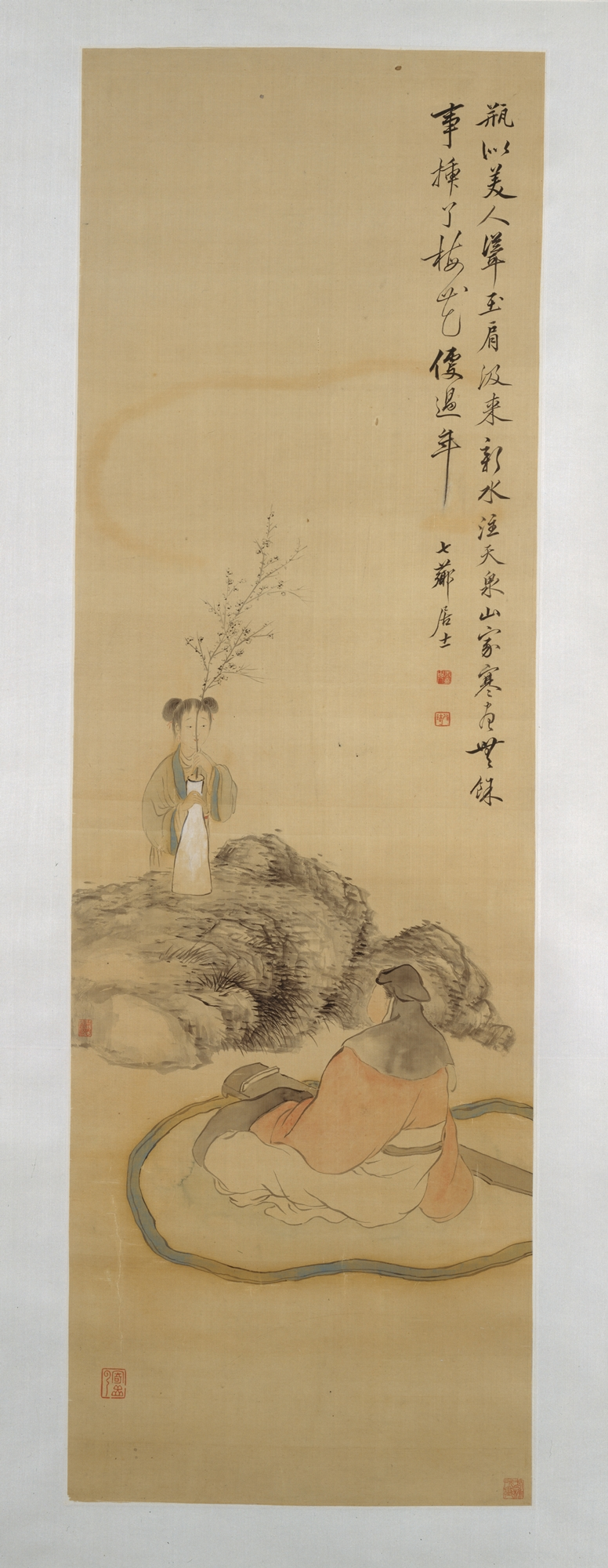
Mujer arreglando flores (pintado entre 1774 y 1829)

Gai Qi (1774-1829) poeta y pintor chino activo en Shanghái.
Sus cuadros buscan lo bello y en ellos plasma en plantas o figuras en forma de naturalezas muertas y a veces paisajes. Como poeta, prefirió el rítmico ci y a veces adjuntaba sus poemas a sus cuadros. Dicen que era de ascendencia hui, una etnia de musulmanes chinos, pero en sus cuadros aparecen muchos motivos budistas.